# Die, Die My Darling (singel The Misfits)
Die, Die My Darling – siódmy singel zespołu The Misfits wydany w maju 1984 roku przez wytwórnię Plan 9 Records.

## Lista utworów
1. Die, Die My Darling
2. Mommy, Can I Go Out and Kill Tonight?
3. We Bite

## Skład
- Glenn Danzig – wokal
- Doyle Wolfgang von Frankenstein – gitara
- Jerry Only – bas, wokal
- Arthur Googy – perkusja (w Die, Die My Darling)
- ROBO – perkusja

Covery utworu nagrały m.in. grupy Metallica (wydany jako singiel Die, Die My Darling w 1999 i Caliban (wydany na wersji dodatkowej albumu I Am Nemesis z 2012.